# ウィリアム・A・モフェット
ウィリアム・アジャー・モフェット（William Adger Moffett、1869年10月31日 - 1933年4月4日）は、アメリカ合衆国の海軍軍人。最終階級は海軍少将。名誉勲章受章者。
モフェットは生粋の航空人ではなかったが航空に深い理解を示し、アメリカ海軍における海軍航空隊の礎を築いて「アメリカ海軍航空隊の父」と呼ばれた。時には政治家の力を利用してアメリカ海軍内における航空部門の発展に尽力したが、飛行船事故により殉職した。

## 略歴
ウィリアム・アジャー・モフェットは1869年10月31日、サウスカロライナ州チャールストンで、ジョージ・ホール・モフェット（1829年-1975年）の息子として生まれる。ジョージはアメリカ連合国陸軍の軍人で、ハグード旅団サウスカロライナ第25連隊の副将などを務めた。モフェットは海軍兵学校（アナポリス）に進学し、1890年に31位の成績で卒業したが、この頃はアナポリスの在校生の数は少なく、卒業年次から「アナポリス1890年組」と呼称されたモフェットの同期は、たったの34名であった。
アナポリス卒業後、モフェットは士官候補生となり、練習艦「ペンサコラ」および防護巡洋艦「ボルチモア」 (USS Baltimore, C-3) に配属される。1892年に少尉に任官後も、海軍大学校受講時代を挟んで海上勤務が続いた。1898年、ハバナでの戦艦「メイン」 (USS Maine, ACR-1) の爆沈事件をきっかけに米西戦争が勃発する。モフェットは米西戦争にてスループ「モヒカン」および、故郷の名前を冠した防護巡洋艦「チャールストン」 (USS Charleston, C-2) 乗り組みとなり、1898年5月1日のマニラ湾海戦と7月から8月にかけてのマニラの戦いにも参加した。戦争終結後は「ボルチモア」に再び配属され、1912年に戦艦「アーカンソー」 (USS Arkansas, BB-33) の副長となるまで水上艦勤務の他にグァンタナモ基地司令、海軍大学校教官などを歴任した。
1912年10月、中佐に昇進していたモフェットは軽巡洋艦「チェスター」 (USS Chester, CL-1) 艦長に就任。1910年以来続いていたメキシコ革命に際しては、アメリカ国民と財産を保護するためメキシコ湾に向かう。4月21日、モフェットは「チェスター」陸戦隊を率いて他の艦艇の陸戦隊とともにベラクルスに上陸し、税関を巡って戦闘を繰り広げる。戦闘の大勢は4月22日には決し、税関を占領することができた（ベラクルス戦役）。この功績が認められ、モフェットは名誉勲章を授与された。この時、モフェット以外に名誉勲章を授与された者の中には、空母任務群を指揮したフランク・J・フレッチャー（アナポリス1906年組）や室蘭艦砲射撃を行ったオスカー・C・バジャー2世（アナポリス1911年組）、両用戦部隊を率いたセオドア・S・ウィルキンソン（アナポリス1909年組）などがいる。
1914年9月、モフェットはグレートレイクス海軍訓練施設長となる。アメリカの第一次世界大戦参戦を経て、大佐に昇進後の1918年から1921年の間は戦艦「ミシシッピ」 (USS Mississippi, BB-41) 艦長を務めた。1921年、アメリカ海軍航空局（航空局）が設置され、モフェットは初代局長に就任し、少将に昇進する。局長としてのモフェットは、航空戦術の創案や航空母艦の導入、民間航空機産業との関係強化を重要視した。また、空軍力の重要性や独自の空軍創設を説いていたビリー・ミッチェル陸軍准将の主張に賛同する。モフェットがこのような辣腕を振るえたのは、1913年にウッドロウ・ウィルソン大統領によって海軍次官に任命されていたフランクリン・ルーズベルトと昵懇の仲だったからというのも一つの理由であるが、局長としてのモフェットや政治家との関係については、項を改めて述べる。
モフェットはさらに、飛行船導入や、飛行船から発進する軽航空機の開発にも取り組んだ。しかし、1933年4月4日に「アクロン」 (USS Akron, ZRS-4) に搭乗してニュージャージー州上空を飛行中に悪天候に見舞われ、「アクロン」は墜落して「アクロン」乗員とともにモフェットも殉職した。63歳没。モフェットはアーリントン国立墓地に、妻であるジャネット・ホイットン・モフェットとともに埋葬されている。モフェットの3人の息子のうち、ウィリアム・アジャー・モフェット・ジュニアは父同様に海軍に進んだのち2001年に死去し、父と同様にアーリントン国立墓地に埋葬されている。

## 海軍航空隊の父
グレート・レークス海軍訓練施設長と「ミシシッピ」艦長、この2つのポストに就くまでの間、モフェットの経歴や経験の中に「航空」の「こ」の字は一つも出てこない。モフェットが「海軍航空隊の父」となる始まりは、まさにこの2つのポストがきっかけであった。ただし、決定打となったのは後者の「ミシシッピ」艦長時代での出来事である。
1903年12月17日のライト兄弟の「ライトフライヤー号」による初の動力飛行以降、アメリカ軍で先に航空機に手を出したのは陸軍で、海軍に航空機が導入されたのは1911年のことだった。また海軍内で航空関連の部署が設置されたのは、青島の戦いに日本陸軍機と日本海軍の運送船「若宮」搭載機が参加したのと同じ1914年のことである。この時設置された航空室は、1915年に設置された海軍作戦部の下に移ったのち、1918年には航空課に昇格する。その間の1915年にはフロリダ州ペンサコーラに海軍飛行学校が設置され、海軍パイロットの本格的な養成も始まった。
1920年6月、モフェットが艦長を務める「ミシシッピ」はサンディエゴ沖で砲撃訓練を行っていたが、この際に水上機が弾着観測を行い、その働きによって訓練が上手く行った。モフェットはこの一件で、航空観測の重要性を実感したのである。これと前後して、ビリー・ミッチェルによる旧ドイツ帝国戦艦「オストフリースラント」撃沈実験や、海軍作戦部長のロバート・クーンツ（アナポリス1885年組）、海軍大学校長のウィリアム・シムス（アナポリス1880年組）といった大物が航空に理解を示したことも手伝って、航空部門の拡充が図られることとなった。1921年3月に航空課長になっていたモフェットは、上述のとおり航空局設置とともに初代局長となる。翌1922年には海軍最初の航空母艦である「ラングレー」 (USS Langley, CV-1) が就役し、モフェットは「ラングレー」を海軍航空の発展のために大いに活用する。

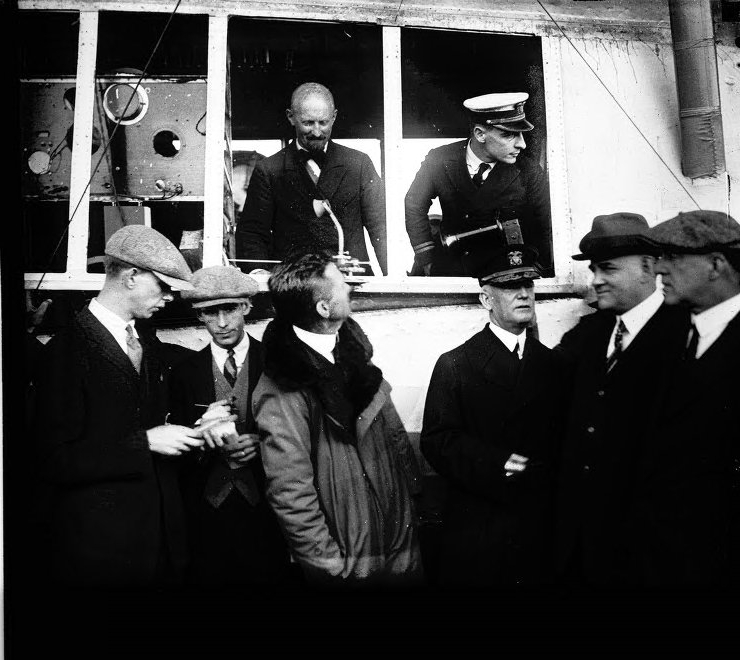
「シェナンドー」とモフェット（前列右から3人目）

海軍航空発展には何が必要か、モフェットはその答えとして予算を握る政治家や議会との関係を深めることを重んじた。フランクリン・ルーズベルトはもちろんのこと、海軍長官は文官のポストである。モフェットは、文官に海軍航空の何たるかを叩き込むことに時間を惜しまなかった。1922年、モフェットは当時のエドウィン・デンビ海軍長官に対して「海軍航空は攻撃のもっとも重要なところへの攻撃に振り向けられるべき」との手紙を送ったが、この手紙を具現化するための一つの方策が空母であった。「ラングレー」を使った政治家や議会向けのデモストレーションは何度か行われ、1923年にウォレン・ハーディング大統領の視察を受け、これが伏線となって「レキシントン」 (USS Lexington, CV-2) と「サラトガ」 (USS Saratoga, CV-3) の改装工事促進が図られた。モフェットはまた、政治家との折衝の際には軍服を着用せず、スーツで折衝を行った。ボーイングやグラマン、ダグラス、カーチス・ライトなどといった民間航空機産業への投資も欠かさず、とにかくモフェットは海軍航空発展以外のこと、例えば昇進であるとか上級ポストへの転身などは眼中になく、航空局長としては「アクロン」墜落で在職のまま殉職するまで12年も務め、文字通り海軍航空の発展に身を捧げたのである。モフェットが苦心して育てたアメリカ海軍航空隊は、第二次世界大戦で特に日本を打ち倒す原動力の一角となった。
しかし、モフェットの行った施策が全て当たっていたかといえばそうではない。特に戦略および戦術面では、その方面でのモフェットの資質の限界があった。モフェットは「ラングレー」で空母に関する理解を深める努力を惜しまなかったが、それ以上に海軍航空育成の3つの柱としたのは「飛行船」、「小型空母」および「航空巡洋艦」であった。このうち「小型空母」はワシントン海軍軍縮条約に配慮したものであり、「レキシントン」と「サラトガ」で保有量（13万5000トン）の半分を占めていたため、空母の頭数をそろえるには艦を小さくするという結論に達したが故のものだった。「レンジャー」 (USS Ranger, CV-4) は、そういったモフェットの発想の具体例とも言うべき存在だった。「航空巡洋艦」も、「洋上の多数の海上基地」という発想が転じたものである。残る「飛行船」、モフェットはこの3つの柱の1つによって落命するが、この「飛行船」は日本艦隊との対決に偵察用として投入されることになっていた。「アクロン」と「シェナンドー」 (USS Shenandoah, ZR-1) 、「ロサンゼルス」 (USS Los Angeles, ZR-3) および「メイコン」 (USS Macon, ZRS-5) こそは、モフェットが日本海軍との対決のために考え出された切り札の一つであった。「アクロン」と「メイコン」向けに専用の戦闘機「F9C スパローホーク」まで開発されたが、この手の硬式飛行船がついに海軍で重んじられることはなかった。モフェットが考えていた3つの柱は海軍航空の主流にはならなかったが、逆に言えばモフェットの3つの柱が遺物になるほど、海軍航空の発展が急激に進んだ証しとも言える。

## モフェットとキングとタワーズ

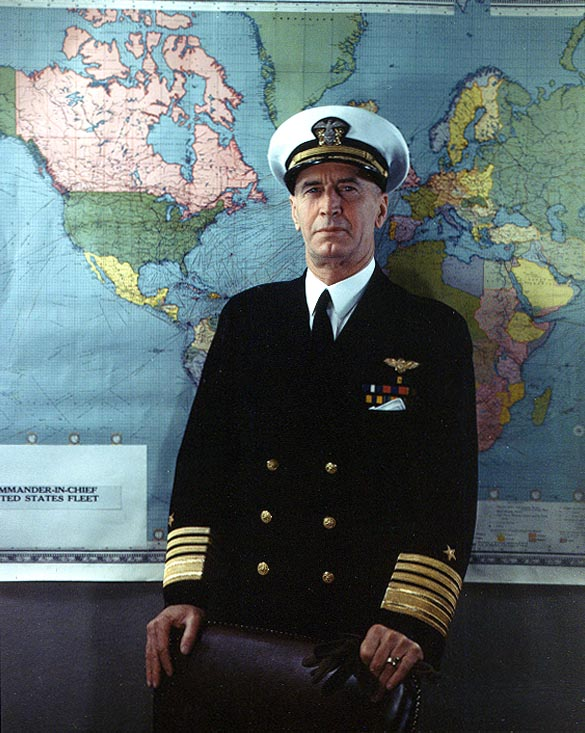
後釜争いでタワーズに勝ったキング

モフェットはあらゆる手を尽くして海軍航空の発展に尽力したものの、いかんせん「年齢」と「世代」という点はどうしようもなかった。
海軍に航空機が導入された際、海軍パイロットの第一号となったのは、「ジャック」ことジョン・ヘンリー・タワーズ（アナポリス1906年組）である。タワーズはグレン・カーチスの指導の下で免許を取得し、以降は海軍航空一筋に生きた。ペンサコーラの海軍飛行学校の第1期生の中にはマーク・ミッチャー（アナポリス1910年組）がいた。「ラングレー」や「レキシントン」、「サラトガ」あるいは水上機母艦の就役に伴い、モフェットはこれらの艦長や見込み有り気な者にも声をかけて航空をかじらせることとした。例えばアーネスト・キング（アナポリス1901年組）やリッチモンド・K・ターナー（アナポリス1908年組）などは、モフェットの勧めで中年ながらペンサコーラで航空免許を取得した。しかし、1920年代の海軍では航空出身者の割合も地位も高くなく、そもそもモフェット自身が水上艦の出であったため、政治活動などで海軍航空の地位を上げるために奔走する一方、当面は上述のシムスやクーンツ、ジョゼフ・M・リーヴス（アナポリス1894年組）といった、航空に理解を示す水上艦出身者の大物を海軍航空界に戴いて地位向上を目論んだ。モフェットはまた、人事を握っていた航海局のジェームズ・リチャードソン（アナポリス1902年組）を介してミッチャーやターナー、チャールズ・A・パウナル（アナポリス1910年組）といった人材を航空局にかき集めた。
人が集まってくるのとパイロット出身者が徐々に増えるに従い、パイロット出身者の閥とそれ以外の閥が自然形成されるようになっていった。そして、前者ではタワーズを「クラウンプリンス」として奉るようになっていった。モフェットはタワーズを事の他可愛がり、自身の後継者に擬した。その手はずを整えるために、1928年にはタワーズを航空局計画課長に据えた。モフェットはまた、中途から航空に入ったキングを「レキシントン」艦長に推薦したが、航海局の反対で流れたため、航空局次長に据える。しかし、キングを次長にしたモフェットのこの人事は失敗に終わる。モフェットとキングはことごとく意見が対立し、キングはわずか9カ月で次長を辞してノーフォークの航空基地司令に転じた。そしてキングの後任としてタワーズが次長に就任する。1930年、キングは念願の「レキシントン」艦長となり、翌1931年にはタワーズが航空艦隊参謀長に任命される。
キングとタワーズの間でモフェットの後釜争いが始まるのはこの頃からであり、「レキシントン」艦内での意見対立がきっかけだった。モフェットは自身の後継者にタワーズを擬していたとはいえ、問題がないわけではなく、その最大の問題が「世代」であった。キングが航空局を飛び出した結果タワーズが次長になったわけだが、これが海軍始まって以来の若い次長であり、キングはこれをタワーズの陰謀だとか野望であるとみなしていた。「世代」という問題に関してはモフェットもある程度分かっており、カール・ヴィンソンら海軍担当の有力政治家に対して、タワーズともども盛んに働きかけを行う。これに対してキングもヘンリー・L・ルーズベルト、アナポリスではキングと同期でルーズベルト家出身の政治家を背景に航空局局長の座を狙った。
後釜争いの決着はあっけなかった。「アクロン」の事故でモフェットが殉職すると、タワーズの立場はモフェットが心血を注いで作り上げた政界の後ろ盾も空しく弱体化していった。また、当時の海軍作戦部長であるウィリアム・プラット（アナポリス1889年組）などいわゆる「制服組」の高官らがキングを支持しており、キングはすでに少将の地位にあった。クロード・スワンソン海軍長官はこれを受けて大統領になっていたフランクリン・ルーズベルトにキングの航空局局長就任を推薦して、許可された。こうして、モフェットの後釜争いはキングの勝利に終わった。
一連の争いの末、タワーズは政治活動に長けるようになり、モフェットのコピーみたいな豪腕の人物になっていった。そんなタワーズをキングはもとより、太平洋艦隊司令長官となったチェスター・ニミッツ（アナポリス1905年組）なども煙たい存在、鼻つまみ者として扱った。タワーズが航空局局長となるのは1939年になってからのことだが、真珠湾攻撃によるアメリカの第二次世界大戦参戦後、航空行政を手中に入れたかったキングは、1942年10月に太平洋航空部隊司令部が創設されたことをきっかけに、そこに中将に昇進させたタワーズを放り込み、ワシントンD.C.とのつながりを断ち切らせた。かくてキングは事実上の独裁者となってニミッツらとともに対日戦勝利の立役者となったが、モフェットやタワーズが心血を注いで作り上げた海軍航空の力が勝利に一役買ったのは言うまでもない。モフェットが蒔いた種は、モフェットが構想していた形とは少し違ったものの、見事に花を咲かせたのである。

## その他
- ジョン・フィリップ・スーザが晩年の1931年に作曲した行進曲「飛行家」は、モフェットに献呈された[38][39]。モフェットがグレートレイクス海軍訓練施設長時代、軍楽隊の指導ができる人物を探していたところ、モフェットの部下にジェームズ・M・バウアー大尉というスーザの義弟がいたので、バウアーを足がかりに直接交渉でスーザを誘った[38]。スーザはモフェットの誘いを快諾したが、モフェットが高額な年俸を提示したのに対してスーザは「本当に私が必要なら、戦争中なので月1ドル以上は支払わなくてもいいとダニエルズ長官に伝えてほしい」と返答した[38]。以降、モフェットとスーザは友人となった[38]。
- ポーター級駆逐艦「モフェット（英語版）」 (USS Moffett, DD-362) は、モフェットにちなんで命名された。
- カリフォルニア州サニーベールには、モフェットを記念して命名されたモフェット飛行場（英語版）がある。
- アラスカ州アダック島の最高峰であるモフェット山も、モフェットにちなんで命名された[40]。